# Sanming
Sanming  (en chino, 三明; pinyin, Sānmíng, por la dinastía Ming) es una ciudad-prefectura de la provincia de Fujian, en la República Popular de China. Limita al norte con Nanping, al sur con Longyan, al oeste con la provincia de Jiangxi, y al este con Fuzhou. Su área es de 22.900 km² (82% montaña) y su población de 2.640.000 habitantes. 
Sanming se encuentra entre el monte Wuyi y Daiyun.

## Administración
Sanming se divide en 2 distritos (qu) , 1 ciudad (shi) y 9 condados (xian), con población a 2010.
- Dàtián Xiàn 311,631
- Jiānglè Xiàn 148,867
- Jiànníng Xiàn 119,979
- Méiliè Qū 176,539
- Míngxī Xiàn 102,667
- Nínghuà Xiàn 272,443
- Qīngliú Xiàn 136,248
- Sānyuán Qū 198,958
- Shā Xiàn 226,669
- Tàiníng Xiàn 110,278
- Yŏng'ān Shì 347,042
- Yóuxī Xiàn 352,067

## Toponimia
el nombre de la ciudad viene de la combinación del nombre de dos condados llamados Sanyuan y Mingxi.

## Historia
El condado Jiangle fue el primer asentamiento establecido en esta zona en el periodo de los tres reinos.
En 1940 se creó el condado de Sanyuan. En 1956 los condados de Mingxi y Sanyuan se combinaron para formar el condado de Sanmíng, que, en 1960 fue promovida a ciudad.

## Clima
El terreno de la ciudad es principalmente montañoso y accidentado cruce de varios ríos. Tiene un clima subtropical. La temperatura media anual es de 15C, siendo enero el más frío con 8C y julio el más caliente con 28C, la precipitación anual es de 1.620 mm, el período libre de heladas es de 300 días, todo el territorio va de 300 a 800 metros sobre el nivel del mar.
vea el pronóstico